# Diocèse de Sakania-Kipushi
Le diocèse de Sakania-Kipushi est une juridiction de l'Église catholique romaine au Katanga en République démocratique du Congo.

## Histoire
La préfecture apostolique du Luapula Supérieur est érigée le 12 mai 1925 à partir de la préfecture apostolique de Katanga. Elle devient successivement vicariat apostolique de Sakania (14 septembre 1939), diocèse de Sakania (10 novembre 1959), puis diocèse de Sakania-Kipushi à partir de 1977.

## Ordinaires

### Préfet apostolique du Luapula Supérieur
- Joseph Sak, S.D.B. (14 juillet 1924 - 14 novembre 1939), promu vicaire apostolique

### Vicaires apostoliques de Sakania
- Joseph Sak, S.D.B. (14 novembre 1939 - 15 mars 1946)
- René van Heusden, S.D.B. (13 février 1947 - 22 mars 1958)
- Pierre François Lehaen, S.D.B. (12 février 1959 - 10 novembre 1959), promu évêque

### Évêques de Sakania
- Pierre François Lehaen, S.D.B. (10 novembre 1959 - 15 juin 1973)
- Elie Amsini Kiswaya (en) (20 novembre 1975 - 5 mars 1977)

### Évêques de Sakania-Kipushi
- Elie Amsini Kiswaya (en) (5 mars 1977 - 21 décembre 2001)
- Gaston Kashala Ruwezi, S.D.B. (depuis le 7 avril 2004)

## Sources
- (en) Données sur Catholic-hierarchy.com